# Pseudhyrax
Pseudhyrax — вимерлий рід Notoungulate, що належить до підряду Typotheria. Він жив з пізнього еоцену до раннього олігоцену, а його останки були виявлені в Південній Америці.

## Опис
Ця тварина була розміром приблизно з сучасного єнота, а її череп мав довжину приблизно 13 сантиметрів. Довжина його тіла без хвоста становила приблизно 65–75 сантиметрів, а вага — близько 7–9 кілограмів. Псевдиракс мав низький і витягнутий череп, головним чином характерний його зубами. Премоляри та моляри Pseudhyrax мали особливо високу коронку (гіпсодонт).

## Палеоекологія
Псевдиракс був наземною твариною, ймовірно, швидкою та спритною, і, можливо, товариською. Він був травоїдним, а його високі коронки премолярів і корінних зубів вказують на те, що він міг харчуватися твердими та абразивними рослинами на відкритих місцях.